# Ylja kraftverk
Ylja kraftverk är ett vattenkraftverk i Vangs kommun i Innlandet fylke i Norge. 
Kraftverket, som ägs av Oppland Energi AS och drivs av Hafslund Eco Vannkraft, togs i drift år 1973. Det får sitt vatten från Steinbusjøen och utnyttjar en höjdskillnad på 693 meter ner till Strondafjorden.
Vattnet leds från sjön Øyangen, som tillsammans med Steinbusjøen bildar en gemensam reservoar vid högvattenstånd, genom en omkring fem kilometer lång tunnel, ett 220 meter högt schakt och en cirka 1 kilometer lång rörledning till kraftverket som ligger 100 meter inne i berget. Vattennivån i Steinbusjøen får varieras mellan 1 211 och 1 180 m o.h. 
Kraftverket är försett med en 
peltonturbin på 64,7 MW. 
Till kraftverket hör Bøaåni pumpkraftverk som pumpar vatten från en lägre liggande reservoar in i tunnelen. Det har tre pumpar med en total effekt på 1 178 kW och en 80 meter lång och 5,2 meter hög fyllningsdamm.